# 5870 Baltimore
5870 Baltimore è un asteroide areosecante del diametro medio di circa 7,54 km. Scoperto nel 1989, presenta un'orbita caratterizzata da un semiasse maggiore pari a 2,7911942 UA e da un'eccentricità di 0,4198776, inclinata di 28,96186° rispetto all'eclittica.